# 環斑猛獵蝽
環斑猛獵蝽（学名：Sphedanolestes impressicollis）为獵蝽科猛獵蝽屬下的一个种。分布在湖南（湘南）、陕西、山东、江苏、浙江、湖北、江西、福建、广东、广西、四川、贵州、云南；印度，日本等。寄主昆虫有棉蚜、棉铃虫、棉小造桥虫等主要危害棉花等作物的害虫。